# Citizen Ruth
Pour plus de détails, voir Fiche technique et Distribution.
Citizen Ruth ou Un sujet capital au Québec est un film américain réalisé par Alexander Payne, sorti en 1996.

## Synopsis
Ruth Stoops est une toxicomane, mais un jour elle tombe enceinte alors qu'elle a déjà eu quatre enfants dont elle ne s'occupe pas. Des décisions s'imposent à elle : le juge veut la pousser à avorter, mais des pro-vie l'aident ... elle est alors le jouet de la querelle pro-vie / pro-choix.

## Fiche technique
- Titre original : Citizen Ruth
- Titre québécois : Un sujet capital
- Réalisation : Alexander Payne
- Scénario : Alexander Payne et Jim Taylor
- Production : Cathy Konrad, Cary Woods
- Photographie : James Glennon
- Musique : Rolfe Kent
- Montage : Kevin Tent
- Genre : comédie noire
- Durée : 102 minutes
- Format : Couleur - Dolby - 1.85:1 - 35 mm
- Dates de sortie[1] :
  - États-Unis : janvier 1996 (festival du film de Sundance)
  - États-Unis : 13 décembre 1996

## Distribution
- Laura Dern (V.Q. : Anne Bédard) : Ruth Stoops
- Swoosie Kurtz (V.Q. : Diane Arcand) : Diane
- Kurtwood Smith (V.Q. : Daniel Roussel) : Norm Stoney
- Mary Kay Place (V.Q. : Élizabeth Lesieur) : Gail Stoney
- Kelly Preston (V.Q. : Hélène Mondoux) : Rachel
- M. C. Gainey (V.Q. : Benoit Rousseau) : Harlan
- Kenneth Mars : Dr. Charlie
- David Graf (V.Q. : Mario Desmarais) : le juge Richter
- Tippi Hedren : Jessica Weiss
- Burt Reynolds (V.Q. : Ronald France) : Blaine Gibbons
- Alicia Witt : Cheryl Stoney
- Diane Ladd : la mère de Ruth (non créditée)

Source et légende : Version québécoise (V.Q.) sur Doublage Québec.

## Récompenses
- Festival international du film de Thessalonique 1996 : meilleur scénario